# 龙窖山堆石墓群
龙窖山堆石墓群，也称龙窖山石冢墓群，位于湖南省临湘市羊楼司镇的龙窖山，是一处以堆石为墓冢的大型古墓群，为大规模石构遗址。2002年5月被公布为湖南省重点文物保护单位，2013年列入第七批全国重点文物保护单位。

## 龙窖山遗址
所在的聚落遗址为龙窖山遗址，以各异的石头构筑为特征，包含石屋居址、青石沟巷、石冢墓群、石柱图腾、石垒神庙等居住祭祀墓葬遗址。据推测为瑶族早期先祖聚居地，是瑶族早期千家峒。 
堆石墓群为龙窖山最具特色的遗存，考古认为是隋唐至清代晚期的瑶人墓葬，鼎盛时期为宋代。

## 开发保护
2015年6月，暴雨袭击使得毁损严重，随后即启动了现场勘查与修复工作。
2016年12月，首届中国龙窖山瑶文化旅游开发与精准扶贫专家论坛在临湘举行，对于打造“梦里瑶乡—中国龙窖山”旅游品牌和精准扶贫等意义重大。

## 链接
- 龙窖山风景名胜管理区